# Квебекська конференція (1943)

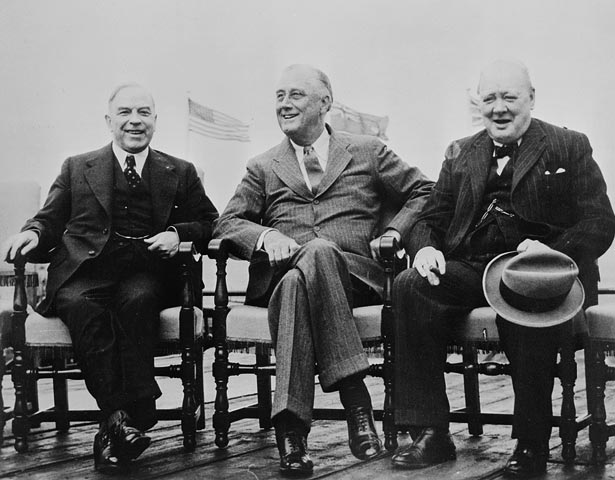
Лідери країн західних союзників на конференції в Квебеку: Маккензі Кінг, Франклін Делано Рузвельт, Вінстон Черчилль. Квебекська конференція. Серпень 1943

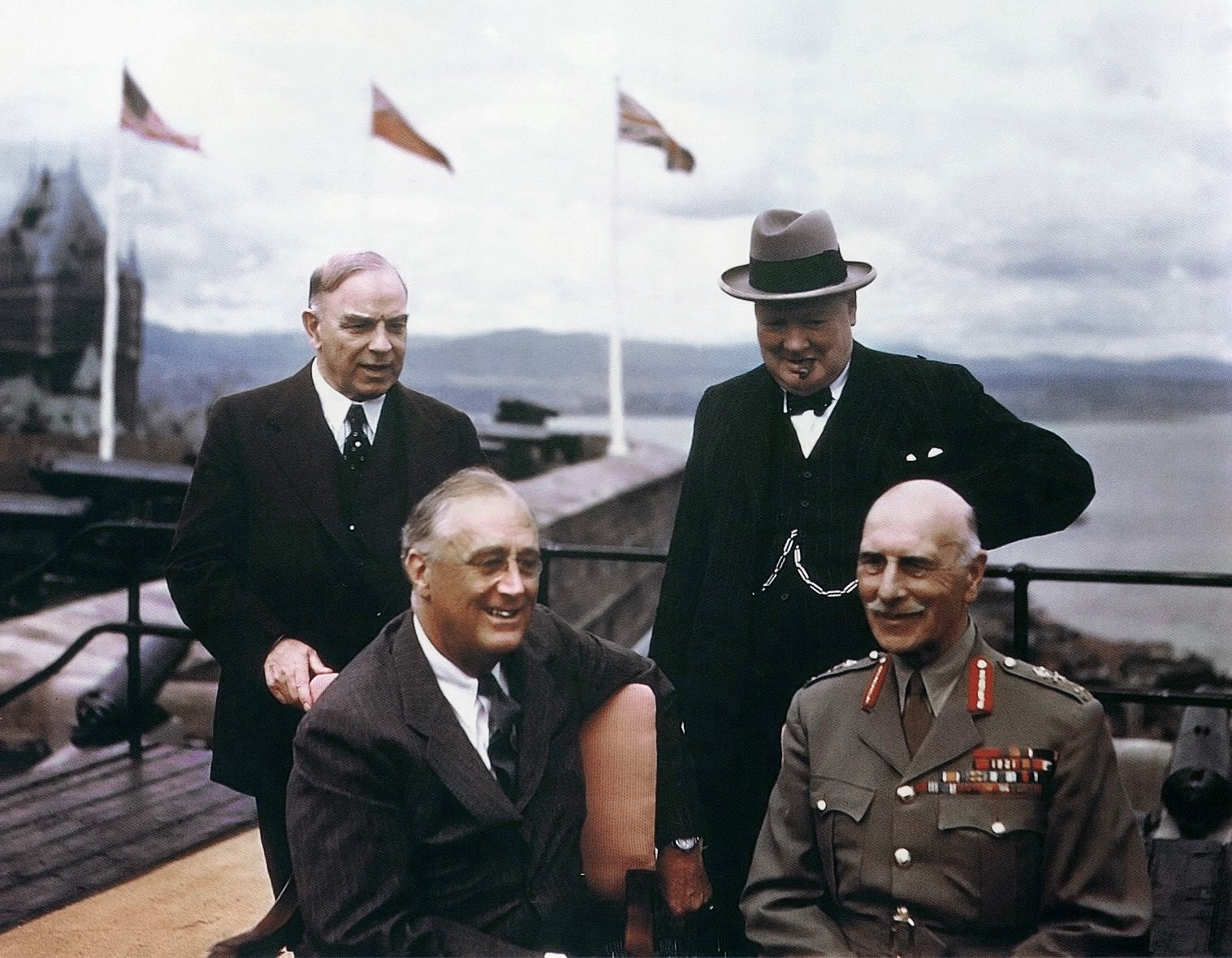
Учасники конференції на терасі цитаделі. Зліва направо: прем'єр-міністр Канади Маккензі Кінг, президент США Франклін Делано Рузвельт, прем'єр-міністр Великої Британії Вінстон Черчилль, генерал-губернатор Канади граф Атлон (Олександр Кембридж Атлон)

Квебекська конференція (1943), також відома під кодовим ім'ям «Квадрант» (англ. QUADRANT) — міжнародна конференція часів Другої світової війни, що була проведена в гранд-готелі Шато-Фронтенак в Сітадель-де-Кебек (Квебек), з 17 по 24 серпня 1943 року.
На вищому рівні зустрілися глави США, Великої Британії. США представляв президент Ф. Рузвельт, Велику Британію — прем'єр-міністр В. Черчилль. Крім того, були присутні відповідні керівники штабів і представник Китаю Сун Цзи-Вень. Зустріч мала кодову назву «QUADRANT» і проходила в канадському місті Квебеку. Питання, що були обговорені на конференції, в основному стосувалися військової сфери, обговорювалися і узгоджувалися відповідні плани.
Ця зустріч мала велике історичне значення, оскільки на ній підтверджувався намір США і Великої Британії відкрити Другий фронт в Європі. Ця подія повинна була статися не раніше травня 1944 року. У цьому полягало порушення союзницьких зобов'язань США і Великої Британії відносно Радянського Союзу. Крім того, у ході Квебекської конференції була досягнута секретна домовленість між США та Англією про співпрацю в області створення атомної бомби, яке фактично зберігало за США переважаючі позиції в області розробки і виробництва ядерної зброї.
Зокрема, учасники конференції виробили для представляння урядам СРСР і Китаю текст декларації про створення постійної Організації Об'єднаних Націй і про відповідальність чотирьох великих держав за збереження світу після закінчення війни. Були розглянуті також питання про дипломатичне визнання французького Комітету національного звільнення, про умови капітуляції Італії, вихід її з фашистської коаліції і приєднання до союзників тощо.